# Ферт, Бетани
Бетани Ферт (англ. Bethany Firth; род. 14 февраля 1996, Сифорд) ― североирландская пловчиха-паралимпиец. Четырёхкратная чемпионка Паралимпийских игр.

## Биография
Бетани Шарлотта Ферт родилась 14 февраля 1996 года в Сифорде, графство Даун, Северная Ирландия. Её отец Питер ― учитель и бывший служитель церкви, а мать Линдси ― практикующая медсестра. Она христианка и член Христианской церкви братства. Ферт получила образование в Лонгстонской школе в Дандональде.
У Ферт были проблемы с обучением, которые вызывают кратковременную потерю памяти. Таким образом, она участвует в классификации S14.

## Спортивная карьера
31 августа 2012 года Ферт, выступая за Ирландию на своих первых Паралимпийских играх в Лондоне, выиграла золотую медаль в финале заплыва на 100 метров на спине S14.
Ферт выиграла три серебряные медали на чемпионате мира МПК по плаванию в 2013 году.
Позже в том же году она объявила о своём намерении сменить национальную команду и выступать за команду Великобритании вместо Ирландии после периода вне соревнований, поскольку «в команде Великобритании есть другие пловцы S14, у которых есть проблемы с обучением, с которыми ей будет легче вместе выступать». В следующем году она представляла Северную Ирландию на Играх Содружества 2014 года, участвуя в семи соревнованиях против трудоспособных спортсменов.
В марте 2015 года Ферт побила мировой рекорд на дистанции 100 м брассом S14 в квалификации чемпионата мира IPC в этом году. Ферт не смогла участвовать в чемпионате мира из-за перелома запястья на тренировке всего за несколько дней до соревнований.
26 апреля 2016 года в отборочных к Летним Паралимпийским играм 2016 года в Рио Ферт установила новый мировой рекорд на дистанции S14 на 200 метров вольным стилем. [11] На соревнованиях British Para-International в Глазго она зафиксировала время 2: 03,70.
8 сентября 2016 года Ферт защитила титул, который она выиграла в 2012 году на дистанции 100 метров на спине S14 на летних Паралимпийских играх 2016 года в Рио-де-Жанейро. Она сделала это, выиграв с мировым рекордом показав время 1: 04.05, выступая за команду Великобритании.
На Паралимпийских играх 2020 в Токио Бетани Ферт выиграла две серебряные медали.

## Награды
Ферт стала членом Ордена Британской империи (MBE) в новогодних наградах 2017 года за заслуги перед плаванием.
Она также получила почётный доктор из Королевского университета Белфаста в 2017 году.